# After These Messages... We'll Be Right Back!
After These Messages... We'll Be Right Back! est le vingtième comic de la saison huit de Buffy contre les vampires. Il s'agit d'un one-shot, dessiné dans le style de Buffy the Animated Serie dans lequel Buffy Summers rêve d'être revenue à la vie qu'elle avait lors de la saison 1 de la série télévisée.